# 몬스터 호텔 (시리즈)

영어 로고

몬스터 호텔(영어: Hotel Transylvania)은 컬럼비아 픽처스가 배급하고 소니 픽처스 애니메이션이 제작한 애니메이션 미디어 프랜차이즈이다.

## 영화
- 《몬스터 호텔》 (2012년)
- 《몬스터 호텔 2》 (2015년)
- 《몬스터 호텔 3》 (2018년)
- 《몬스터 호텔 4: 뒤바뀐 세계》 (2022년)

## 텔레비전
- 《몬스터 호텔: 더 시리즈》 (2017년-2020년)

## 주연
- 드라큘라(드락)

성우는 이장원.
몬스터 호텔 사장으로 마비스의 아빠.딸바보이다.몬스터 호텔 3에서 에리카에게 사랑에 빠진다.
- 마비스

성우는 정혜원.
드락의 딸이자 조니의 부인,대니스의 엄마.호기심 많고 새엄마인 에리카를 조금 못믿는다.아빠의 집착때문에 힘들기도 하지만 현명한 엄마.
- 조나단(조니)

성우는 남도형.
인간.마비스의 남편이자 대니스의 아빠.활기차고 엉뚱한 성격.여가활동으론 디제잉,데니스 놀아주기.